# 1.9KS2150
O 1.9KS2150, é um motor de foguete à combustível sólido projetado pela RPI e usado em alguns estágios dos foguetes: Cajun Dart, Deacon and Loki. Ele foi usado em ao menos 617 lançamentos.